# Eva la trailera
Eva la trailera é uma telenovela estadunidense produzida pela Telemundo e exibida entre 26 de janeiro e 15 de julho de 2016.
Inicialmente era exibida às 9 da noite, porém a partir de 18 de abril de 2016, passou a ser exibida às 8 da noite.
Foi protagonizada por Edith González e Arap Bethke e antagonizada por  Jorge Luis Pila, Erika de la Rosa, Henry Zakka, Sofia Lama, Katie Barberi e Antonio Gaona.

## Sinopse
Eva Soler é uma esperta motorista de caminhão especialista que vê a vida como um mapa cheia de rotas que se cruzam. Seu marido Armando, com quem tem duas filhas, lhe é infiel com sua sobrinha e sua melhor amiga. Um complô de seus familiares e amigos a levaram a cumprir um tempo na prisão por um crime que não cometeu. Arruinada e exposta ao escárnio público, Eva planeja a pior de vingança, ao mesmo tempo que se apaixonará por Pablo. No entanto, o seu desejo de alcançar a justiça é tão grande que se o amor se interpõe, é capaz de ficar sozinha no final da estrada. 

## Elenco
- Edith González - Eva Soler
- Arap Bethke - Pablo Contreras
- Jorge Luis Pila - Armando Montes
- Erika de la Rosa - Marlene Palacios
- Javier Díaz Dueñas - Martín Contreras
- Vanessa Bauche - Soraya Luna de Mogollón
- Sofía Lama - Elizabeth "Betty" Cárdenas
- Henry Zakka - Robert Monteverde, Sr.
- Roberto Mateos - Francisco "Pancho" Mogollón
- Omar Germenos - Reynaldo Santacruz
- Katie Barberi - Cynthia Monteverde
- Mariana Castillo - Andrea Ugalde
- Maritza Bustamante - Ana María Granados
- Antonio Gaona - Andrés "Andy" Palacios
- Minnie West - Adriana Montes Soler
- Jonathan Freudman - Robert "Bobby" Monteverde, Jr. / Luis Mogollón Luna
- Nicolle Apollonio - Fabiola Montes Soler
- Jorge Eduardo García - Diego Contreras
- Michelle Vargas - Sofía Melgar Soler
- Dayana Garroz - Marisol Campos
- María Raquenel - Rebeca Marín
- Paloma Márquez - Virginia Blanco
- Ana Osorio - Camila Rosas
- Mónica Sánchez Navarro - Federica Mirabal
- Martha Mijares - Bertha González
- Adrián Carvajal - Jota Jota "J.J." Juárez
- Alfredo Huereca - Evencio Martinez
- Karen Sentíes - Carmen Soler González de Martínez
- Gabriela Borges - Teresa Aguilar
- Ariel Texido - Víctor Olivares
- Raúl Arrieta - Salvador Méndez
- Gustavo Pedraza - Esteban Corrales
- Cristal Avilera - Viviana
- Tony Vela - Antonio "El Chivo" García
- Carlos Acosta-Milian - Vicente
- Alpha Acosta - Anastasia Soler
- Francisco Porras - Enrique Arenas
- María Antonieta Castillo - Leyla Paredes
- Jamie Sasson - Melissa
- Arianna Coltellacci - Elisa
- Olegario Pérez - Javier Ardides
- Yamil Sesín - Aristóbulo Cepeda
- Adrián Matos - Óscar
- Eduardo Schilinsky - Ernesto Soler
- Christian Cataldi - Jorge